# Вудсајд (Калифорнија)
Вудсајд (енгл. Woodside) град је у америчкој савезној држави Калифорнија. По попису становништва из 2010. у њему је живело 5.287 становника.

## Демографија
Према попису становништва из 2010. у граду је живело 5.287 становника, што је 65 (1,2%) становника мање него 2000. године.
| Група             | 2000.         | 2010.         |
| Белци             | 4.686 (87,6%) | 4.552 (86,1%) |
| Афроамериканци    | 20 (0,4%)     | 23 (0,4%)     |
| Азијати           | 267 (5,0%)    | 332 (6,3%)    |
| Хиспаноамериканци | 232 (4,3%)    | 243 (4,6%)    |
| Укупно            | 5.352         | 5.287         |